# أوريليو كانو فلوريس
أوريليو كانو فلوريس (بالإسبانية: Aurelio Cano Flores)‏ هو مهرب مخدرات مكسيكي، ولد في 3 مايو 1972 في ولاية تاماوليباس في المكسيك.